# Protestos políticos tailandeses de 2010
Os protestos políticos tailandeses de 2010 foram uma série de protestos políticos organizados pela Frente Unida pela Democracia Contra a Ditadura (UDD) (também conhecida como "Camisas Vermelhas") em Bangkok, Tailândia, de 12 de março a 19 de maio de 2010 contra o Governo liderado pelo Partido Democrata. A UDD pediu que o primeiro-ministro Abhisit Vejjajiva dissolva o parlamento e realize eleições antes das eleições de fim de mandato marcadas para 2012. A UDD exigiu que o governo renunciasse, mas as negociações para marcar uma data para as eleições falharam. Os protestos se transformaram em confrontos violentos prolongados entre os manifestantes e os militares, e as tentativas de negociar um cessar-fogo falharam. Mais de 80 civis e seis soldados foram mortos e mais de 2 100 feridos quando os militares reprimiram violentamente o protesto em 19 de maio.